# Ray Laska
Ray Laska (* 24. August 1949 in East Chicago, Lake County, Indiana) ist ein US-amerikanischer Schauspieler. Neben Besetzungen in Kurz- und Spielfilmen sowie größeren Serienrollen, wurde er vor allem durch die Verkörperung von Episodenrollen in verschiedenen Fernsehserien bekannt.

## Leben
Laska ist der Sohn von Frances Paszkiewicz Laska und Gene Laska. Er hat eine Schwester. Er besuchte bis 1971 die Indiana University Bloomington, die er mit einem Abschluss in Theater verließ. Vom 3. August 1973 bis 1978 war er mit Gayle Marie Sacco, vom 28. November 1992 bis zum 28. November 2018 war er mit Sharon Simpson verheiratet. Aus beiden Ehen hat er zwei Töchter. Er hat insgesamt fünf Enkelkinder.
Laska ist seit den 1980er Jahren als Schauspieler tätig und verkörpert überwiegend Episodenrollen in verschiedenen Fernsehserien. 2001 übernahm er in insgesamt 24 Episoden der Fernsehserie Spyder Games die Rolle des Boris Carlisle. Im selben Jahr übernahm er im Fernsehfilm Lost Voyage – Das Geisterschiff eine größere Rolle. 2002 war er im Spielfilm Shakedown in der Rolle des Agent Greenwood zu sehen. 2006 stellte er die Rolle des Dr. Butler in acht Episoden der Fernsehserie Zeit der Sehnsucht dar.

## Filmografie
- 1980: It’s a Living (Fernsehserie, Episode 1x02)
- 1981: The Man Who Saw Tomorrow (Dokumentation)
- 1981: General Hospital (Fernsehserie, eine Episode)
- 1981: Der unglaubliche Hulk (The Incredible Hulk) (Fernsehserie, Episode 4x08)
- 1984: Down on Us
- 1984: Simon & Simon (Fernsehserie, Episode 4x09)
- 1985: Der Denver-Clan (Dynasty) (Fernsehserie, 3 Episoden)
- 1987: Hunter (Fernsehserie, Episode 3x10)
- 1990: Generations (Fernsehserie, 3 Episoden)
- 1993: Head Hunter
- 1995: Sherman Oaks (Fernsehserie, Episode 2x03)
- 1995: Land’s End – Ein heißes Team für Mexiko (Land’s End) (Fernsehserie, Episode 1x09)
- 1995: Zwei Singles im Doppelbett (Almost Perfect) (Fernsehserie, 2 Episoden)
- 1996: Judge Man – Sein Befehl heißt Mord (The Sweeper)
- 1996: Remembrance (Fernsehfilm)
- 1996: Pure Danger
- 1996: Der Mann an sich... (Men Behaving Badly) (Fernsehserie, Episode 1x01)
- 1996: Das Seattle Duo (Mr. & Mrs. Smith) (Fernsehserie, Episode 1x05)
- 1996: Mit Herz und Scherz (Coach) (Fernsehserie, Episode 9x07)
- 1996: Ned & Stacey (Fernsehserie, Episode 2x06)
- 1997: Überflieger (Wings) (Fernsehserie, Episode 1x02)
- 1997: Durchgebrannt – Hilfeschrei aus L.A. (Born Into Exile) (Fernsehfilm)
- 1997: L.A. Heat (Fernsehserie, 2 Episoden)
- 1997: Executive Target
- 1997: New York Cops – NYPD Blue (NYPD Blue) (Fernsehserie, 2 Episoden)
- 1997: Violent Measures
- 1998: Alle unter einem Dach (Family Matters) (Fernsehserie, Episode 9x14)
- 1998: Pretender (Fernsehserie, Episode 2x20)
- 1998: Shandar Das Geheimnis der verborgenen Stadt (The Shrunken City)
- 1998: Mowgli – Neue Abenteuer aus dem Dschungel (Mowgli: The New Adventures of the Jungle Book) (Fernsehserie, Episode 1x22)
- 1998: Why Do Fools Fall in Love – Die Wurzeln des Rock ’n’ Roll (Why Do Fools Fall in Love)
- 1998: Malcolm & Eddie (Fernsehserie, Episode 3x02)
- 1998: JAG – Im Auftrag der Ehre (JAG) (Fernsehserie, Episode 4x04)
- 1998: Divorce: A Contemporary Western
- 1999: Rache nach Plan (Vengeance Unlimited) (Fernsehserie, Episode 1x16)
- 1999: Payne (Fernsehserie, Episode 1x07)
- 1999: Action (Fernsehserie, Episode 1x06)
- 1999: Dominant Seventh (Kurzfilm)
- 2000: The Chaos Factor
- 2000: Party of Five (Fernsehserie, Episode 6x15)
- 2000: Just Shoot Me – Redaktion durchgeknipst (Just Shoot Me!) (Fernsehserie, Episode 4x16)
- 2000: The Others (Fernsehserie, Episode 1x04)
- 2000: New York Life – Endlich im Leben! (Time of Your Life) (Fernsehserie, Episode 1x12)
- 2000: The Norm Show (Fernsehserie, Episode 3x04)
- 2001: Frauenpower (Family Law) (Fernsehserie, Episode 2x22)
- 2001: Spyder Games (Fernsehserie, 24 Episoden)
- 2001: Lost Voyage – Das Geisterschiff (Lost Voyage) (Fernsehfilm)
- 2001: Emeril (Fernsehserie, Episode 1x05)
- 2002: The Agency – Im Fadenkreuz der C.I.A. (The Agency) (Fernsehserie, Episode 1x12)
- 2002: The Diplomat (Kurzfilm)
- 2002: Alias – Die Agentin (Alias) (Fernsehserie, Episode 1x14)
- 2002: Shakedown
- 2003: Boomtown (Fernsehserie, Episode 1x13)
- 2004: Alles dreht sich um Bonnie (Life with Bonnie) (Fernsehserie, Episode 2x19)
- 2004: Reich und Schön (The Bold and the Beautiful) (Fernsehserie, 2 Episoden)
- 2005: Boston Legal (Fernsehserie, 2 Episoden)
- 2005: O.C., California (The O.C.) (Fernsehserie, Episode 3x01)
- 2005: Familienstreit de Luxe (The War at Home) (Fernsehserie, Episode 1x02)
- 2006: Zeit der Sehnsucht (Fernsehserie, 8 Episoden)
- 2007: Emergency Room – Die Notaufnahme (ER) (Fernsehserie, Episode 13x13)
- 2007: 24 (Fernsehserie, Episode 6x16)
- 2007: Side Order of Life (Fernsehserie, Episode 1x07)
- 2008: Unhitched (Fernsehserie, Episode 1x05)
- 2008: The Cleaner (Fernsehserie, Episode 1x04)
- 2008: The Human Contract
- 2008: Schatten der Leidenschaft (The Young and the Restless) (Fernsehserie, 2 Episoden)
- 2008: Terminator: The Sarah Connor Chronicles (Terminator: S. C. C.) (Fernsehserie, Episode 2x11)
- 2009: Castle (Fernsehserie, Episode 2x09)
- 2009: Eastwick (Fernsehserie, Episode 1x10)
- 2011: Navy CIS (NCIS) (Fernsehserie, Episode 8x15)
- 2011: The Mentalist (Fernsehserie, Episode 4x09)
- 2013: My Only Son (Kurzfilm)
- 2013: Paper (Kurzfilm)
- 2014: Modern Family (Fernsehserie, Episode 5x18)
- 2014: A Christmas Kiss II (Fernsehfilm)
- 2014–2015: State of Affairs (Fernsehserie, 2 Episoden)
- 2015: Cougar Town – 40 ist das neue 20 (Cougar Town) (Fernsehserie, Episode 6x04)
- 2015: Manson Family Vacation
- 2017: A Girl Is a Gun (Fernsehserie, Episode 1x01)
- 2017: G.R.E.T.A. (Kurzfilm)
- 2018: Shameless (Fernsehserie, Episode 8x09)
- 2018: Danger One